# Тропічні циклони в південно-західній частині Індійського океану

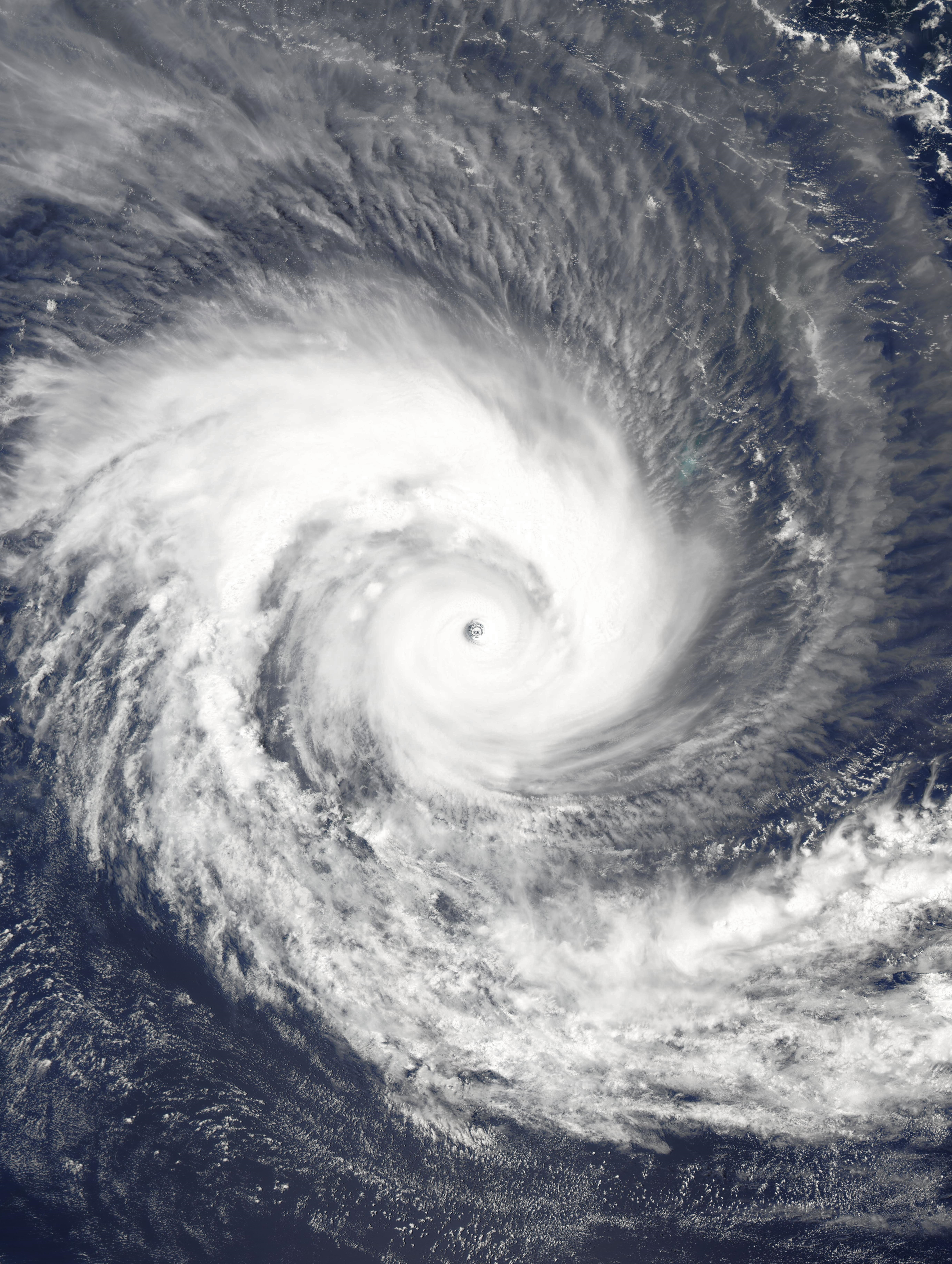
Супутниковий знімок Циклону Батсірай, найсильніший тропічний циклон який обрушився на Мадагаскар після Циклону Енаво у 2017 року

У південно-західній частині Індійського океану тропічні циклони утворюються на південь від екватора і на захід від 90 ° сх.д. до узбережжя Африки.

## Попередження та номенклатура
У 1946 році на Реюньйоні відкрилася перша злітно-посадкова смуга, яка тоді називалася Жілло, а тепер називається Аеропорт Ролан Гаррос. У 1950 році в аеропорту була відкрита перша метеорологічна станція на острові, яка управлялася Метео-Франс (MFR). Агентство почало публікувати щорічні огляди в сезоні 1962–63 років. Щороку офіс Météo-France (MFR), що базується на острові Реюньйон, видає попередження про тропічні циклони в межах басейну, який визначається як води Індійського океану від узбережжя Африки до 90°  сх.д. на південь від екватора. Агентство видає попередження в рамках своєї ролі регіонального спеціалізованого метеорологічного центру, визначений як такий у 1993 році Всесвітньою метеорологічною організацією. Інтенсивність оцінюється за допомогою техніки Дворжака, яка використовує зображення із супутників Американського національного управління океанічних і атмосферних досліджень.
Об'єднаний центр попередження про тайфуни  – спільна оперативна група ВМС США та ВПС США – також видає попередження про тропічні циклони для регіону. Оцінки вітру від Météo-France та більшості інших басейнів у всьому світі зберігаються протягом 10 хвилин, тоді як оцінки від Об’єднаного центру попередження про тайфуни, що базується в США, зберігаються протягом 1 хвилини, 1-хвилинний вітер приблизно в 1,12 рази більший, ніж 10-хвилинний вітер.
Якщо тропічний шторм у басейні посилюється і досягає 10-хвилинної тривалості вітру принаймні 118 км/год (73 милі/год), MFR класифікує його як тропічний циклон, еквівалентний урагану чи тайфуну ( використання «тропічного циклону», який є більш обмежувальним, ніж звичайне визначення).

### Історія бассейну
Перший шторм у базі даних MFR басейну виник 11 січня 1848 року. У січні 1960 року першим штормом було названо Алікс, і кожен наступний рік мав список назв штормів. Починаючи з 1967 року, супутники допомагали визначати місцеположення циклонів у басейні, а наступного року MFR почав оцінювати інтенсивність шторму за супутниковими зображеннями. До 1977 року агентство використовувало метод Дворжака на неофіційній основі, але офіційно прийняло його в 1981 році. Спочатку басейн простягався лише до 80° сх. зображення спочатку робили дані невизначеними на схід від 80° сх. Регіональний спеціалізований метеорологічний центр у 1993 р. У травні 1998 р. два європейські супутники Meteosat почали забезпечувати повне покриття басейну. 1 липня 2002 року MFR переніс рік циклону, який почався на цю дату і закінчився 30 червня наступного року; раніше рік циклону починався 1 серпня і закінчувався наступного 31 липня. У 2003 році MFR розширив свою зону відповідальності за попередження до 40° пд.ш., яка раніше була обмежена до 30° пд.ш. Протягом 2011 року MFR розпочав проект повторного аналізу всіх тропічних систем між 1978 і 1998 роками, використовуючи такі методи, як повторний аналіз за методом Дворака та використання супутникових зображень. Попередні результати цього проекту повторного аналізу включають виправлення тенденції до збільшення кількості дуже інтенсивних тропічних циклонів у басейні з 1978 року. Це також виявило, здавалося б, систематичну недооцінку інтенсивності тропічних циклонів у минулому.

## Статистика
З 1980–81 по сезон 2010–11 у басейні щороку відбувалося в середньому 9,3 тропічних шторму. Тропічний шторм має 10-хвилинний вітер зі швидкістю щонайменше 65 км/год (40 миль/год). Існує в середньому п’ять штормів, які стають тропічними циклонами, які мають 10-хвилинний вітер принаймні 120 км/год (75 миль/год). Станом на 2002 рік було в середньому 54 дні, коли тропічні системи були активними в басейні, з яких 20 були активними тропічними циклонами або системою зі швидкістю вітру понад 120 км/год (75 миль/год). Середня дата початку сезону була 17 листопада, а середня дата завершення — 20 квітня.

## Кліматологія

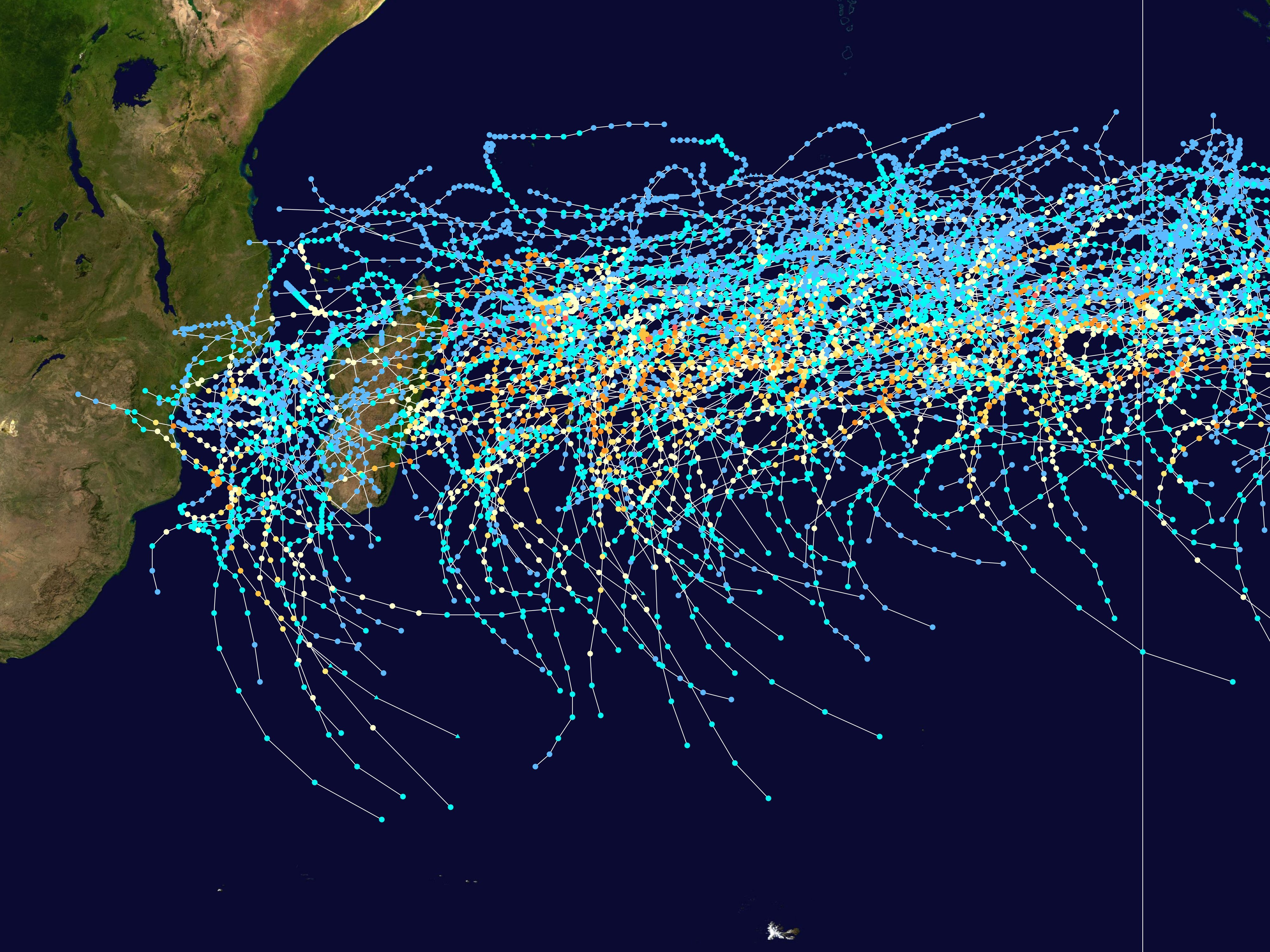
Тропічні циклони в басейні з 1980 по 2005 рік

Як правило, мусон не перетинає Мозамбікцькій протоці до грудня; як наслідок, до цього часу там рідко виникають шторми. З 1948 по 2010 рік розвинулися 94 тропічні системи, з яких близько половини вийшли на сушу. Іноді в Мозамбіцькій протоці утворюються невеликі шторми, які нагадують середземноморські тропічні циклони або шторми в північно-східній частині Атлантичного океану; ці системи добре організовані, але мають слабкішу конвекцію, ніж типові тропічні циклони, і виникають при температурі води , нижчій за звичайнунижче 26 °C (79 °F). Опитування 2004 року, проведене експертом з питань погоди Гарі Педжеттом, виявило, що метеорологи розділилися, чи класифікувати ці шторми як тропічні чи субтропічні.
У середньому на рік Мадагаскар вражає десять тропічних депресій або штормів, які, як правило, не завдають великої шкоди. Іноді шторми або їх залишки проникають у внутрішні частини південно-східної Африки, приносячи сильні опади в Зімбабве.

## Пори року
| 10 20 30 40 50 60 70 80 90 Jan Feb Mar Apr May Jun Jul Aug Sep Oct Nov Dec - Дуже інтенсивний тропічний циклон - Інтенсивний тропічний циклон - Тропічний циклон - Сильний тропічний шторм - Помірний тропічний шторм - Тропічна депресія - Тропічні порушення |